# 懷俄明州州徽
懷俄明州州徽于1893年由第二届立法机构通过，并于1921年由第十六届立法机构修订。
州徽上的两个日期，1869年和1890年，是为了纪念领土政府的成立和怀俄明加入联邦。站在中间的人手里举着一根棍子，棍子上飘扬着一面横幅，上面写着“平等权利”。旗帜象征着自1869年通过领土选举权修正案以来怀俄明州妇女所享有的政治地位。男性数字代表了该州的畜牧业和采矿业。五角星上的数字44表示怀俄明是美国加入联邦的第44个州。在柱子的顶端有一盏灯，从那盏灯上燃烧着知识的光芒。两根柱子上的卷轴上写着:石油、矿山、牲畜和谷物，这是怀俄明的四大主要产业。
在怀俄明州首府夏延的怀俄明州众议院会议厅和参议院会议厅的天花板上，州徽用彩色玻璃组成。这枚徽章也融入了怀俄明州国旗的设计中，醒目地将这枚印章与美洲野牛的轮廓相映衬。